# Самарийтризолото
Самарийтризолото — бинарное неорганическое соединение
самария и золота
с формулой Au3Sm,
кристаллы.

## Получение
- Сплавление стехиометрических количеств чистых веществ:

{\displaystyle {\mathsf {Sm+3Au\ {\xrightarrow {1135^{o}C}}\ Au_{3}Sm}}}

## Физические свойства
Самарийтризолото образует кристаллы
ромбической сингонии, пространственная группа P mmn, параметры ячейки a = 0,6397 нм, b = 0,4966 нм, c = 0,5068 нм, Z = 2,
структура типа титантримеди Cu3Ti
.
Соединение образуется по перитектической реакции при температуре 1135 °C.
При температуре 1035 °C в соединении происходит фазовый переход
.